# Llac Nyos

El llac Nyos és un llac volcànic de la província del Nord-oest al Camerun. És un llac profund situat alt al flanc d'un volcà inactiu a la plana volcànica d'Oku, al llarg de la serra del Camerun. Una presa natural de roca volcànica manté l'aigua dins el llac.
Hi ha una bossa de magma sota el llac que allibera diòxid de carboni (CO₂) a l'aigua. El llac Nyos és un dels tres únics llacs coneguts que estan saturats de diòxid de carboni d'aquesta manera; els altres són el llac Monoun, també al Camerun, i el llac Kivu de Ruanda. El 21 d'agost del 1986, possiblement a causa d'una esllavissada, el llac va alliberar sobtadament un gran núvol de CO₂ que asfixià 1.700 persones i 3.500 caps de ramat en poblats propers.
Tot i que no era un fet sense precedents, va ser la primera asfíxia a gran escala causada per un esdeveniment natural que es coneix. Per evitar que es repetís, el 2001 s'hi instal·là un tub desgassejador, però en calen més perquè el llac sigui segur.